# Eridano (Schiff)
Die Eridano war eine 1841 in Genua vom Stapel gelaufene Brigantine der Marine des Königreichs Sardinien-Piemont. Das nach dem Sternbild Eridanus benannte Schiff wurde im Zug der Einigung Italiens 1861 von der Regia Marina übernommen und zwei Jahre als Schulschiff eingesetzt. Von 1864 bis zur Außerdienststellung im Jahr 1868 blieb es in Reserve. Die Eridano wurde wegen ihrer langjährigen Überseeeinsätze bekannt.

## Geschichte
Ab Ende 1842 operierte die Eridano als Teil des sardo-piemontesischen Südamerika-Geschwaders bis 1844 zum Schutz genuesischer Handelsinteressen von Montevideo aus im Südatlantik. Von dort aus begann sie Anfang 1844 eine einjährige Fahrt im Pazifik, wo sie Valparaíso, Callao, die Marquesas, Tahiti und Hawaii anlief. Im Oktober 1844 erreichte sie San Francisco und fuhr dann in südöstlicher Richtung entlang der Küste nach Valparaíso und weiter nach Montevideo zurück, wo sie im März 1845 einlief. Ende Mai 1845 wurde sie dort von der Korvette Aquila abgelöst und kehrte nach Genua zurück. Im Januar 1848 lief die Eridano wiederum nach Südamerika aus, wo sie bis Anfang 1851 blieb. Ab 1852 diente sie vorwiegend als Schulschiff, mit Ausnahme der Zeit des Krimkrieges, in dem sie als Teil eines Marineverbandes im Schwarzen Meer die piemontesischen Truppen auf der Krim unterstützte.

## Sonstiges
Nach dem Muster der Eridano wurde auch die Brigantine Cristoforo Colombo gebaut. In einigen Fällen werden die beiden Brigantinen als Schwesterschiffe und daher als Schiffsklasse betrachtet, in anderen Fällen nicht.